# Niels Högel
Niels Högel (* 30. prosince 1976, Wilhelmshaven, Německo) je německý sériový vrah, bývalý ošetřovatel, který na klinice v Oldenburgu a v nemocnici v Delmenhorstu spáchal nejméně 90 vražd a desítky pokusů o vraždu. Motivem bylo podle médií přivést pacienty do stavu vyžadujícího oživování, aby mohl prokazovat u oživování svoje schopnosti.

## Průběh útoků
Niels Högel pracoval v letech 1999 až 2002 na oldenburské klinice, v letech 2003 až 2005 potom v nemocnici v Delmenhorstu. V obou zařízeních se pokusil zabít desítky lidí a v mnoha případech se mu to podařilo. Motivem podle médií bylo ukázat svoje schopnosti při následné záchraně života. Jeho činnost byla odhalena, když ho v červnu 2005 viděla kolegyně, zdravotní sestra, podávat pacientovi jiný lék, než který měl předepsaný. Následoval soudní proces, v kterém mu oldenburský soud v roce 2008 uložil 7,5 let vězení za pokus o vraždu. V roce 2015 mu potom tento soud prokázal ještě dvě vraždy, dva pokusy o vraždu a dvě těžká ublížení na těle a vyměřil mu trest doživotí. Téhož roku se následně Högel doznal k tomu, že se pokusil zabít asi 90 lidí, z nichž asi u 30 došlo ke smrti. Některé odhady ale hovoří až o 180 vraždách a vyšetřování pokračuje.